# Abborrtjärnen (Bjuråkers socken, Hälsingland, 687822-152420)
Abborrtjärnen är en sjö i Hudiksvalls kommun i Hälsingland och ingår i Delångersåns huvudavrinningsområde.